# البرازيل في الألعاب البارالمبية الصيفية 2008
أرسلت البرازيل وفداً للمشاركة في دورة الألعاب البارالمبية الصيفية 2008 في بكين، الصين. وشاركت البرازيل لأول مرة في الألعاب في عام 1972، وكان عام 2008 هو مشاركتها العاشرة.
كما أرسلت البرازيل أكبر عدد من الرياضيين إلى دورة الألعاب البارالمبية في تاريخها، حيث تنافس 188 رياضيًا في 17 رياضة بارالمبية. ولم تُشرك البرازيل أي رياضيين في رياضتي الرماية والرجبي على الكراسي المتحركة. وفي حفل الافتتاح، كان حامل العلم البرازيلي هو لاعب الجودو أنطونيو تينوريو سيلفا، الحائز على أربع بطولات بارالمبية في فئته.
في عام 2008، حققت البرازيل ثاني أقوى أداء لها في تاريخ الألعاب، حيث احتلت المركز التاسع بامتياز. وكان أندريه برازيل ودانيال دياز، وكلاهما في السباحة، ولوكاس برادو في ألعاب القوى، أبرز الحاصلين على الميداليات للبرازيل. فاز برادو بثلاث ميداليات ذهبية، بينما فازت البرازيل بخمس ميداليات (أربع ذهبيات وواحدة فضية)، وفاز دياز بتسع ميداليات (أربع ذهبيات وأربع فضيات وبرونزية واحدة).

## الحاصلون على ميداليات
| الميدالية | الاسم | الرياضة             | الحدث                                   |
| --------- | --- | ------------------- | --------------------------------------- |
| ذهبية     | لوكاس برادو | ألعاب القوى         | 100 متر رجال - T11                      |
| ذهبية     | تيريزينيا غيلهيرمينا | ألعاب القوى         | 200 متر سيدات - T11                     |
| ذهبية     | لوكاس برادو | ألعاب القوى         | 200 متر رجال - T11                      |
| ذهبية     | لوكاس برادو | ألعاب القوى         | 400 متر رجال - T11                      |
| ذهبية     | ديرسيو بينتو | البوتشيا            | الفردي المختلط - BC4                    |
| ذهبية     | ديرسيو بينتو إليزيو سانتوس | البوتشيا            | الزوجي المختلط - BC4                    |
| ذهبية     | منتخب البرازيل لكرة القدم 5 لاعبين جيفرسون غونسالفيش دامياو راموس جواو باتيستا سيلفا ماركوس فيليبي ميزائيل أوليفيرا ريكاردو ألفيش ساندرو سواريس سيفيرينو سيلفا أندريوني فارياس ريغو فابيو ريبيرو فاسكونسيلوس | كرة القدم للمكفوفين | كرة القدم للمكفوفين - فئة B1            |
| ذهبية     | أنطونيو تنوريو سيلفا | الجودو              | وزن 100 كغ رجال                         |
| ذهبية     | أندريه برازيل | السباحة             | 50 متر حرة رجال - S10                   |
| ذهبية     | دانيال دياس | السباحة             | 100 متر حرة رجال - S5                   |
| ذهبية     | أندريه برازيل | السباحة             | 100 متر حرة رجال - S10                  |
| ذهبية     | دانيال دياس | السباحة             | 200 متر حرة رجال - S5                   |
| ذهبية     | أندريه برازيل | السباحة             | 400 متر حرة رجال - S10                  |
| ذهبية     | دانيال دياس | السباحة             | 50 متر ظهر رجال - S5                    |
| ذهبية     | أندريه برازيل | السباحة             | 100 متر فراشة رجال - S10                |
| ذهبية     | دانيال دياس | السباحة             | 200 متر فردي متنوع رجال - SM5           |
| فضية      | تيتو سينا | ألعاب القوى         | ماراثون رجال - T46                      |
| فضية      | أندريه لويز أوليفيرا يوهانسون ناسيمنتو كلوديمير سانتوس آلان فونتيليس كاردوسو أوليفيرا | ألعاب القوى         | تتابع 4 × 100 متر رجال - T42-46         |
| فضية      | تيريزينيا غيلهيرمينا | ألعاب القوى         | 100 متر سيدات - T11                     |
| فضية      | شيرلين كويلو | ألعاب القوى         | رمي الرمح سيدات - F35-38                |
| فضية      | دانيال دياس | السباحة             | 100 متر صدر رجال - SB4                  |
| فضية      | دانيال دياس | السباحة             | 50 متر فراشة رجال - S5                  |
| فضية      | كارلا كاردوسو | الجودو              | وزن 48 كغ سيدات                         |
| فضية      | ديان سيلفا | الجودو              | وزن +70 كغ سيدات                        |
| فضية      | أندريه برازيل | السباحة             | 200 متر فردي متنوع رجال - SM10          |
| فضية      | دانيال دياس إيفانيلدو فاسكونسيلوس لويس سيلفا كلودوالدو سيلفا | السباحة             | تتابع 4 × 50 متر متنوع رجال - 20 نقطة   |
| فضية      | دانيال دياس | السباحة             | 50 متر حرة رجال - S5                    |
| فضية      | فيليبي رودريغيس | السباحة             | 50 متر حرة رجال - S10                   |
| فضية      | فيليبي رودريغيس | السباحة             | 100 متر حرة رجال - S10                  |
| فضية      | ويلدر كناف لويس ألغاسير سيلفا | تنس الطاولة         | فرق رجال - الفئة 3                      |
| برونزية   | أوداير سانتوس | ألعاب القوى         | 800 متر رجال - T12                      |
| برونزية   | أوداير سانتوس | ألعاب القوى         | 5000 متر رجال - T13                     |
| برونزية   | أوداير سانتوس | ألعاب القوى         | 10000 متر رجال - T12                    |
| برونزية   | أدريا سانتوس | ألعاب القوى         | 100 متر سيدات - T11                     |
| برونزية   | جيروزا سانتوس | ألعاب القوى         | 200 متر سيدات - T11                     |
| برونزية   | يوهانسون ناسيمنتو | ألعاب القوى         | 100 متر رجال - T46                      |
| برونزية   | تيريزينيا غيلهيرمينا | ألعاب القوى         | 400 متر سيدات - T12                     |
| برونزية   | إليزيو سانتوس | البوتشيا            | فردي مختلط - BC4                        |
| برونزية   | ماركوس ألفيس | الفروسية            | اختبار البطولة الفردي - الفئة Ib        |
| برونزية   | ماركوس ألفيس | الفروسية            | اختبار الفروسية الحرة الفردي - الفئة Ib |
| برونزية   | ميشيل فيريرا | الجودو              | وزن 52 كغ سيدات                         |
| برونزية   | دانييلي سيلفا | الجودو              | وزن 57 كغ سيدات                         |
| برونزية   | إلتون سانتانا جوسياني ليما | التجديف             | الزوجي المختلط سكلف - TA                |
| برونزية   | فيرونيكا ألميدا | السباحة             | 50 متر فراشة سيدات - S7                 |
| برونزية   | إدنيا غارسيا | السباحة             | 50 متر حرة سيدات - S4                   |
| برونزية   | فابيانا سوغيموري | السباحة             | 50 متر حرة سيدات - S11                  |
| برونزية   | كلودوالدو سيلفا جون سيو دانيال دياس أدريانو ليما | السباحة             | تتابع 4 × 50 متر حرة رجال - 20 نقطة     |

## الرياضة

### ألعاب القوى

#### سباقات المضمار للرجال
| الرياضي                                                            | الفئة  | الحدث           | التصفيات              | التصفيات        | نصف النهائي          | نصف النهائي | النهائي               | النهائي  |
| الرياضي                                                            | الفئة  | الحدث           | النتيجة               | الترتيب         | النتيجة              | الترتيب     | النتيجة               | الترتيب  |
| ------------------------------------------------------------------ | ------ | --------------- | --------------------- | --------------- | -------------------- | ----------- | --------------------- | -------- |
| جوزيه كارلوس أليكريم                                               | T46    | 800 متر         | 2:06.37               | 20              | لم يتأهل             | لم يتأهل    | لم يتأهل              | لم يتأهل |
| جوزيه كارلوس أليكريم                                               | T46    | 1500 متر        | 4:15.54               | 19              | لم يتأهل             | لم يتأهل    | لم يتأهل              | لم يتأهل |
| أندريه لويز أندرادي                                                | T13    | 200 متر         | مُقصى                  | مُقصى            | لم يتأهل             | لم يتأهل    | لم يتأهل              | لم يتأهل |
| جيلسون أنجوس                                                       | T13    | 400 متر         | 53.39                 | 11              | لم يتأهل             | لم يتأهل    | لم يتأهل              | لم يتأهل |
| جيلسون أنجوس                                                       | T13    | 1500 متر        | 4:29.80               | 17              | لم يتأهل             | لم يتأهل    | لم يتأهل              | لم يتأهل |
| أوزيفان بونفيم                                                     | T46    | ماراثون         | —                     | —               | —                    | —           | 2:35:31               | 5        |
| كريستيانو فارياس                                                   | T11    | 1500 متر        | 4:21.32               | 7               | لم يتأهل             | لم يتأهل    | لم يتأهل              | لم يتأهل |
| كريستيانو فارياس                                                   | T11    | 5000 متر        | —                     | —               | —                    | —           | 16:38.15              | 6        |
| فيليبي غوميز                                                       | T11    | 100 متر         | 11.55                 | 8 تأهل          | 11.57                | 7 B         | 11.72                 | 4        |
| فيليبي غوميز                                                       | T11    | 200 متر         | 23.90                 | 8 تأهل          | لم يحضر              | لم يحضر     | لم يتأهل              | لم يتأهل |
| بيدرو جيلهيرمينو                                                   | T12    | 400 متر         | 56.14                 | 13              | لم يتأهل             | لم يتأهل    | لم يتأهل              | لم يتأهل |
| بيدرو جيلهيرمينو                                                   | T12    | 800 متر         | لم يحضر               | لم يحضر         | لم يتأهل             | لم يتأهل    | لم يتأهل              | لم يتأهل |
| أليكس مندونكا                                                      | T12    | 10000 متر       | —                     | —               | —                    | —           | 33:48.45              | 7        |
| أليكس مندونكا                                                      | T12    | ماراثون         | —                     | —               | —                    | —           | 2:44:50               | 17       |
| بيدرو سيزار مورايش                                                 | T12    | 100 متر         | 11.84                 | 22              | لم يتأهل             | لم يتأهل    | لم يتأهل              | لم يتأهل |
| بيدرو سيزار مورايش                                                 | T12    | 200 متر         | لم يحضر               | لم يحضر         | لم يتأهل             | لم يتأهل    | لم يتأهل              | لم يتأهل |
| يوهانسون ناسيمينتو                                                 | T46    | 100 متر         | 11.18                 | 5 تأهل          | —                    | —           | 11.25                 | الثالث   |
| يوهانسون ناسيمينتو                                                 | T46    | 200 متر         | 22.92                 | 6 تأهل          | —                    | —           | 22.53                 | 5        |
| يوهانسون ناسيمينتو                                                 | T46    | 400 متر         | 59.76                 | 15              | لم يتأهل             | لم يتأهل    | لم يتأهل              | لم يتأهل |
| مويسيس نيتو                                                        | T46    | 5000 متر        | —                     | —               | —                    | —           | لم يكمل               | لم يكمل  |
| مويسيس نيتو                                                        | T46    | ماراثون         | —                     | —               | —                    | —           | 2:41:32               | 9        |
| آلان أوليفيرا                                                      | T44    | 200 متر         | 24.31                 | 7 تأهل          | —                    | —           | 24.21                 | 7        |
| أندريه لويز أوليفيرا                                               | T44    | 100 متر         | 12.12                 | 10              | لم يتأهل             | لم يتأهل    | لم يتأهل              | لم يتأهل |
| نيلسون بيريرا                                                      | T13    | 800 متر         | —                     | —               | —                    | —           | 2:02.81               | 7        |
| نيلسون بيريرا                                                      | T13    | 1500 متر        | 4:20.09               | 15              | لم يتأهل             | لم يتأهل    | لم يتأهل              | لم يتأهل |
| إدسون بينهيرو                                                      | T38    | 100 متر         | —                     | —               | —                    | —           | 11.30                 | 4        |
| إدسون بينهيرو                                                      | T38    | 200 متر         | 23.62                 | 5 تأهل          | —                    | —           | 23.46                 | 6        |
| إدسون بينهيرو                                                      | T38    | 400 متر         | —                     | —               | —                    | —           | لم يكمل               | لم يكمل  |
| لوكاس برادو                                                        | T11    | 100 متر         | 11.19 رقم قياسي عالمي | 1 تأهل          | 11.20                | 1 تأهل      | 11.03 رقم قياسي عالمي | الأول    |
| لوكاس برادو                                                        | T11    | 200 متر         | 23.24                 | 3 تأهل          | 22.71 رقم قياسي شخصي | 1 تأهل      | 22.48 رقم قياسي عالمي | الأول    |
| لوكاس برادو                                                        | T11    | 400 متر         | 51.84                 | 2 تأهل          | 51.84                | 2 تأهل      | 50.27                 | الأول    |
| أوريليو سانتوس                                                     | T12    | 10000 متر       | —                     | —               | —                    | —           | لم يكمل               | لم يكمل  |
| أوريليو سانتوس                                                     | T12    | ماراثون         | —                     | —               | —                    | —           | لم يكمل               | لم يكمل  |
| كلودمير سانتوس                                                     | T46    | 200 متر         | 1:09.60               | 21              | لم يتأهل             | لم يتأهل    | لم يتأهل              | لم يتأهل |
| أوداير سانتوس                                                      | T12    | 800 متر         | 1:56.77               | 3 تأهل          | —                    | —           | 1:53.73               | الثالث   |
| أوداير سانتوس                                                      | T12    | 5000 متر        | 15:09.90              | 1 تأهل          | —                    | —           | 14:50.35              | الثالث   |
| أوداير سانتوس                                                      | T12    | 10000 متر       | —                     | —               | —                    | —           | 31:57.91              | الثالث   |
| تيتو سينا                                                          | T46    | 5000 متر        | —                     | —               | —                    | —           | 15:32.32              | 9        |
| تيتو سينا                                                          | T46    | ماراثون         | —                     | —               | —                    | —           | 2:30:49               | الثاني   |
| جوزيه ريبييرو سيلفا                                                | T37    | 100 متر         | 12.58                 | 11              | لم يتأهل             | لم يتأهل    | لم يتأهل              | لم يتأهل |
| جوزيه ريبييرو سيلفا                                                | T37    | 200 متر         | 26.06                 | 13              | لم يتأهل             | لم يتأهل    | لم يتأهل              | لم يتأهل |
| أريوزفالدو سيلفا                                                   | T53    | 100 متر         | 15.46                 | 6 تأهل          | —                    | —           | 15.40                 | 8        |
| أريوزفالدو سيلفا                                                   | T53    | 200 متر         | 28.56                 | 12              | لم يتأهل             | لم يتأهل    | لم يتأهل              | لم يتأهل |
| أريوزفالدو سيلفا                                                   | T53    | 400 متر         | لم يحضر               | لم يحضر         | لم يتأهل             | لم يتأهل    | لم يتأهل              | لم يتأهل |
| كارلوس بارتو سيلفا                                                 | T11    | 1500 متر        | 4:16.29               | 4 تأهل          | —                    | —           | 4:14.80               | 5        |
| كارلوس بارتو سيلفا                                                 | T11    | 5000 متر        | —                     | —               | —                    | —           | لم يكمل               | لم يكمل  |
| دانيال سيلفا (منافس ألعاب قوى)                                     | T11    | 100 متر         | 11.52                 | 7 تأهل          | 11.55                | 6 ب         | 11.56                 | 1        |
| دانيال سيلفا (منافس ألعاب قوى)                                     | T11    | 200 متر         | 23.20                 | 2 تأهل          | 23.17                | 4 تأهل      | 23.38                 | 4        |
| دانيال سيلفا (منافس ألعاب قوى)                                     | T11    | 400 متر         | 52.47                 | 3 تأهل          | 51.93                | 4 تأهل      | 52.05                 | 4        |
| أنطونيو دلفينو دي سوزا                                             | T46    | 200 متر         | لم يحضر               | لم يحضر         | لم يتأهل             | لم يتأهل    | لم يتأهل              | لم يتأهل |
| إميكارلو سوزا                                                      | T46    | 400 متر         | 50.06                 | 6 تأهل          | —                    | —           | 49.54                 | 4        |
| إميكارلو سوزا                                                      | T46    | 800 متر         | 2:01.26               | 15              | لم يتأهل             | لم يتأهل    | لم يتأهل              | لم يتأهل |
| خوليو سيزار سوزا                                                   | T12    | 100 متر         | 11.46                 | 10 تأهل         | 11.45                | 12          | لم يتأهل              | لم يتأهل |
| خوليو سيزار سوزا                                                   | T12    | 200 متر         | 23.54                 | 16              | لم يتأهل             | لم يتأهل    | لم يتأهل              | لم يتأهل |
| خوليو سيزار سوزا                                                   | T12    | 400 متر         | 52.87                 | 12              | لم يتأهل             | لم يتأهل    | لم يتأهل              | لم يتأهل |
| أندريه لويز أندريد فيليبي غوميز لوكاس برادو خوليو سيزار سوزا       | T11-13 | تتابع 4 × 100 م | تم إلغاء التأهل       | تم إلغاء التأهل | لم يتأهل             | لم يتأهل    | لم يتأهل              | لم يتأهل |
| يوهانسون ناسينتو آلان أوليفيرا أندريه لويز أوليفيرا كلودمير سانتوس | T42-46 | تتابع 4 × 100 م | —                     | —               | —                    | —           | 45.25                 | الثاني   |

#### مجال الرجال
| الرياضي                | الفئة  | الحدث         | النهائي         | النهائي | النهائي |
| الرياضي                | الفئة  | الحدث         | النتيجة         | النقاط  | الترتيب |
| ---------------------- | ------ | ------------- | --------------- | ------- | ------- |
| ليوناردو أمانسيو       | F57-58 | رمي القرص     | 50.54 أفضل موسم | 947     | 7       |
| ليوناردو أمانسيو       | F57-58 | رمي الجلة     | 12.80           | 856     | 13      |
| ماركو أوريليو بورغس    | F44    | رمي القرص     | 41.53           | 768     | 9       |
| جوناثان دي سوزا سانتوس | F40    | رمي الجلة     | 10.53           | -       | 5       |
| فيليبي غوميز           | F11    | الوثب الثلاثي | لم يحضر         | لم يحضر | لم يحضر |
| أندريه لويز أوليفيرا   | F42/44 | الوثب الطويل  | 6.19            | 957     | 7       |
| باولو سوزا (رياضياتي)  | F35-36 | رمي القرص     | 34.10           | 977     | 6       |
| باولو سوزا (رياضياتي)  | F35-36 | رمي الرمح     | 39.72 أفضل موسم | 1073    | 4       |
| باولو سوزا (رياضياتي)  | F35-36 | رمي الجلة     | 9.92            | 795     | 9       |

#### مضمار السيدات
| الرياضية             | الفئة | الحدث   | الأدوار التمهيدية | الأدوار التمهيدية | نصف النهائي | نصف النهائي | النهائي  | النهائي  |
| الرياضية             | الفئة | الحدث   | النتيجة           | الترتيب           | النتيجة     | الترتيب     | النتيجة  | الترتيب  |
| -------------------- | ----- | ------- | ----------------- | ----------------- | ----------- | ----------- | -------- | -------- |
| ماريا خوسيه ألفيس    | T12   | 100 متر | 13.36             | 11 تأهل           | 13.21       | 10          | لم تتأهل | لم تتأهل |
| ماريا خوسيه ألفيس    | T12   | 200 متر | 27.16             | 11                | لم تتأهل    | لم تتأهل    | لم تتأهل | لم تتأهل |
| ماريا خوسيه ألفيس    | T12   | 400 متر | 1:01.79           | 6 ب               | —           | —           | لم تحضر  | لم تحضر  |
| شيلا فايندر          | T46   | 200 متر | 28.01             | 14                | لم تتأهل    | لم تتأهل    | لم تتأهل | لم تتأهل |
| تيريزينها غيلهيرمينا | T11   | 100 متر | 12.48             | 2 تأهل            | —           | —           | 12.40    | الثاني   |
| تيريزينها غيلهيرمينا | T11   | 200 متر | 25.16             | 1 تأهل            | —           | —           | 25.14    | الأول    |
| تيريزينها غيلهيرمينا | T12   | 400 متر | 57.70             | 3 تأهل            | —           | —           | 57.02    | الثالث   |
| سيرلينه غيلهيرمينا   | T12   | 100 متر | 12.95             | 5 تأهل            | 12.88       | 6 ب         | 12.95    | 6        |
| سيرلينه غيلهيرمينا   | T12   | 200 متر | 26.57             | 8 تأهل            | 26.91       | 8           | لم تتأهل | لم تتأهل |
| سيرلينه غيلهيرمينا   | T12   | 400 متر | 1:02.08           | 7 ب               | —           | —           | لم تحضر  | لم تحضر  |
| إندايانا مارتينز     | T13   | 100 متر | 13.68             | 13                | لم تتأهل    | لم تتأهل    | لم تتأهل | لم تتأهل |
| إندايانا مارتينز     | T13   | 200 متر | 28.41             | 11                | لم تتأهل    | لم تتأهل    | لم تتأهل | لم تتأهل |
| إندايانا مارتينز     | T13   | 400 متر | 1:05.56           | 10                | لم تتأهل    | لم تتأهل    | لم تتأهل | لم تتأهل |
| آدريا سانتوس         | T11   | 100 متر | 13.11             | 4 تأهل            | —           | —           | 13.07    | الثالث   |
| آدريا سانتوس         | T11   | 200 متر | 27.37             | 7 ب               | —           | —           | 28.15    | 8        |
| جينيفر سانتوس        | T38   | 100 متر | 14.69             | 6 تأهل            | —           | —           | 14.31    | 4        |
| جينيفر سانتوس        | T38   | 200 متر | 31.22             | 9                 | لم تتأهل    | لم تتأهل    | لم تتأهل | لم تتأهل |
| جيروزا سانتوس        | T11   | 100 متر | 13.16             | 7 ب               | —           | —           | 12.99    | 5        |
| جيروزا سانتوس        | T11   | 200 متر | 26.05             | 3 تأهل            | —           | —           | 26.09    | الثالث   |
| فرناندا سيلفا        | T46   | 200 متر | 27.47             | 13                | لم تتأهل    | لم تتأهل    | لم تتأهل | لم تتأهل |
| جوانا سيلفا          | T13   | 100 متر | 13.17             | 11                | لم تتأهل    | لم تتأهل    | لم تتأهل | لم تتأهل |
| جوانا سيلفا          | T13   | 200 متر | 26.78             | 8 تأهل            | —           | —           | 26.85    | 7        |
| جوانا سيلفا          | T13   | 400 متر | 1:01.46           | 8 تأهل            | —           | —           | 1:02.08  | 7        |
| آنا تيرسيا سواريس    | T12   | 100 متر | 13.20             | 10 تأهل           | 13.24       | 11          | لم تتأهل | لم تتأهل |
| آنا تيرسيا سواريس    | T12   | 200 متر | 26.95             | 10                | لم تتأهل    | لم تتأهل    | لم تتأهل | لم تتأهل |

#### مجال السيدات
| اللاعبة          | الفئة        | الحدث     | النهائي          | النهائي | النهائي |
| اللاعبة          | الفئة        | الحدث     | النتيجة          | النقاط  | الترتيب |
| ---------------- | ------------ | --------- | ---------------- | ------- | ------- |
| شيرلين كويلو     | F35-38       | رمي الرمح | 35.95            | 1513    | الثاني  |
| شيرلين كويلو     | F37-38       | رمي القرص | 22.25            | 757     | 13      |
| شيرلين كويلو     | F37-38       | دفع الجلة | 10.09            | 984     | 8       |
| سونيا غوفيّا      | F33-34/52-53 | رمي الرمح | 8.57             | 753     | 16      |
| سوإلي غيمارايش   | F54-56       | رمي القرص | 21.98 أفضل شخصية | 838     | 8       |
| سوإلي غيمارايش   | F54-56       | دفع الجلة | 6.68 أفضل شخصية  | 803     | 13      |
| روزيني هيريرا    | F35-36       | رمي القرص | 13.42            | 623     | 11      |
| روزيني هيريرا    | F35-36       | دفع الجلة | 6.94             | 780     | 7       |
| روزيني هيريرا    | F35-38       | رمي الرمح | 14.59 أفضل شخصية | 841     | 13      |
| إندايانا مارتينز | F13          | وثب طويل  | 4.10             | -       | 12      |
| روزاني سانتوس    | F57-58       | رمي القرص | 30.51            | 970     | 7       |
| روزاني سانتوس    | F57-58       | دفع الجلة | 9.06             | 932     | 7       |

### بوتشيا
| اللاعب                    | الحدث          | التصفيات التمهيدية                                  | التصفيات التمهيدية | التصفيات التمهيدية | دور ربع النهائي           | دور نصف النهائي                                                  | النهائي                                              | النهائي |
| اللاعب                    | الحدث          | المنافس                                             | نتيجة المباراة     | الترتيب            | نتيجة المباراة            | نتيجة المباراة                                                   | نتيجة المباراة                                       | الترتيب |
| ------------------------- | -------------- | --------------------------------------------------- | ------------------ | ------------------ | ------------------------- | ---------------------------------------------------------------- | ---------------------------------------------------- | ------- |
| ديرسيو بينتو              | فردي مختلط BC4 | ف بيريرا (البرتغال)                                 | فوز 7-4            | 2 تأهل             | ني (الصين) · فوز 12-0     | إ سانتوس (البرازيل) · فوز 9-2                                    | ليانغ ي و (هونغ كونغ) · فوز 3-1                      | الأول   |
| ديرسيو بينتو              | فردي مختلط BC4 | فالنتيم (البرتغال)                                  | خسارة 2-4          | 2 تأهل             | ني (الصين) · فوز 12-0     | إ سانتوس (البرازيل) · فوز 9-2                                    | ليانغ ي و (هونغ كونغ) · فوز 3-1                      | الأول   |
| ديرسيو بينتو              | فردي مختلط BC4 | جيوركوتا (المجر)                                    | فوز 4-1            | 2 تأهل             | ني (الصين) · فوز 12-0     | إ سانتوس (البرازيل) · فوز 9-2                                    | ليانغ ي و (هونغ كونغ) · فوز 3-1                      | الأول   |
| إليسو سانتوس              | فردي مختلط BC4 | تشي س (الصين)                                       | خسارة 3-8          | 2 تأهل             | لاو (هونغ كونغ) · فوز 7-3 | بينتو (البرازيل) · خسارة 2-9                                     | دويزو (إسبانيا) · فوز 7-1                            | الثالث  |
| إليسو سانتوس              | فردي مختلط BC4 | بروهازكا (جمهورية التشيك)                           | فوز 8-0            | 2 تأهل             | لاو (هونغ كونغ) · فوز 7-3 | بينتو (البرازيل) · خسارة 2-9                                     | دويزو (إسبانيا) · فوز 7-1                            | الثالث  |
| إليسو سانتوس              | فردي مختلط BC4 | ديزامبارادوس بايكوالي (إسبانيا)                     | فوز 12-0           | 2 تأهل             | لاو (هونغ كونغ) · فوز 7-3 | بينتو (البرازيل) · خسارة 2-9                                     | دويزو (إسبانيا) · فوز 7-1                            | الثالث  |
| ديرسيو بينتو إليسو سانتوس | زوجي BC4       | دويزو (إسبانيا) / · ديزامبارادوس بايكوالي (إسبانيا) | خسارة 0-5          | 2 تأهل             | —                         | كراتينا (جمهورية التشيك) / · بروهازكا (جمهورية التشيك) · فوز 4-1 | ف بيريرا (البرتغال) / · فالنتيم (البرتغال) · فوز 5-2 | الأول   |
| ديرسيو بينتو إليسو سانتوس | زوجي BC4       | دوركوفيتش (سلوفاكيا) / · ستريهارسكي (سلوفاكيا)      | فوز 6-0            | 2 تأهل             | —                         | كراتينا (جمهورية التشيك) / · بروهازكا (جمهورية التشيك) · فوز 4-1 | ف بيريرا (البرتغال) / · فالنتيم (البرتغال) · فوز 5-2 | الأول   |
| ديرسيو بينتو إليسو سانتوس | زوجي BC4       | بيريس (المجر) / · جيوركوتا (المجر)                  | فوز 6-2            | 2 تأهل             | —                         | كراتينا (جمهورية التشيك) / · بروهازكا (جمهورية التشيك) · فوز 4-1 | ف بيريرا (البرتغال) / · فالنتيم (البرتغال) · فوز 5-2 | الأول   |

### ركوب الدراجات

#### طريق الرجال
| اللاعب           | الحدث                          | الزمن    | الترتيب |
| ---------------- | ------------------------------ | -------- | ------- |
| فلافيانو كافالهو | سباق الطريق للرجال LC3/LC4/CP3 | 1:39:15  | 14      |
| فلافيانو كافالهو | سباق الوقت للرجال LC3          | 40:44.90 | 9       |
| سويليتو غور      | سباق الطريق للرجال LC1/LC2/CP4 | 1:46:13  | 6       |
| سويليتو غور      | سباق الوقت للرجال LC1          | 35:50.02 | 6       |

#### مضمار الرجال
| اللاعب           | الحدث                           | التأهل  | التأهل  | النهائي                           | النهائي  |
| اللاعب           | الحدث                           | الزمن   | الترتيب | المنافس الزمن                     | الترتيب  |
| ---------------- | ------------------------------- | ------- | ------- | --------------------------------- | -------- |
| فلافيانو كافالهو | سباق المطاردة الفردي للرجال LC3 | DSQ     | DSQ     | لم يتأهل                          | لم يتأهل |
| فلافيانو كافالهو | سباق الوقت للرجال LC3-4         | —       | —       | 1:29.00                           | 19       |
| سويليتو غور      | سباق المطاردة الفردي للرجال LC1 | 4:50.11 | 4 ت     | تريبولي (إيطاليا) · خسارة 4:53.41 | 4        |
| سويليتو غور      | سباق الوقت للرجال LC1           | —       | —       | 1:13.56                           | 9        |

### الفروسية

#### الأحداث الفردية
| الرياضي         | الحصان           | الحدث                                      | المجموع | المجموع |
| الرياضي         | الحصان           | الحدث                                      | النقاط  | الترتيب |
| --------------- | ---------------- | ------------------------------------------ | ------- | ------- |
| ماركو ألفيس     | لوثني دي فيرناي  | اختبار البطولة الفردي المختلط الدرجة Ib    | 67.714  | الثالث  |
| ماركو ألفيس     | لوثني دي فيرناي  | اختبار الفريستايل الفردي المختلط الدرجة Ib | 67.333  | الثالث  |
| إليزا ميلارانسي | ليستر            | اختبار البطولة الفردي المختلط الدرجة II    | 59.091  | 15      |
| إليزا ميلارانسي | ليستر            | اختبار الفريستايل الفردي المختلط الدرجة II | 66.277  | 7       |
| دافي ميسكيتا    | نيه دي لا جونشير | اختبار البطولة الفردي المختلط الدرجة Ib    | 56.952  | 14      |
| دافي ميسكيتا    | نيه دي لا جونشير | اختبار الفريستايل الفردي المختلط الدرجة Ib | 54.444  | 15      |
| سيرجيو أوليفا   | نيه دي لا ج.     | اختبار البطولة الفردي المختلط الدرجة Ia    | 60.900  | 8       |
| سيرجيو أوليفا   | نيه دي لا ج.     | اختبار الفريستايل الفردي المختلط الدرجة Ia | 63.556  | 8       |

#### الفريق
| الرياضي         | الحصان     | الحدث  | النقاط الفردية | النقاط الفردية | النقاط الفردية | المجموع | المجموع |
| الرياضي         | الحصان     | الحدث  | TT             | CT             | المجموع        | النقاط  | الترتيب |
| --------------- | ---------- | ------ | -------------- | -------------- | -------------- | ------- | ------- |
| ماركوس ألفيس    | انظر أعلاه | الفريق | 62.823         | 67.714         | 130.537*       | 364.405 | 11      |
| إليسا ميلارانسي | انظر أعلاه | الفريق | 61.524         | 59.091         | 120.615*       | 364.405 | 11      |
| دافي ميسكيتا    | انظر أعلاه | الفريق | 44.941         | 56.952         | 101.893        | 364.405 | 11      |
| سيرجيو أوليفا   | انظر أعلاه | الفريق | 52.353         | 60.900         | 113.253*       | 364.405 | 11      |

* - يشير إلى أعلى الدرجات المحسوبة ضمن النتيجة الإجمالية.

### كرة القدم الخماسية
حصل المنتخب البرازيلي لكرة القدم الخماسية على الميدالية الذهبية بعد فوزه على الصين في مباراة الميدالية الذهبية.

#### اللاعبين
- ريكاردو ألفيس
- أندريونّي فارياس ريغو
- ماركوس فيليبي
- جيفرسون غونكالفيز
- ميزائل أوليفيرا
- داميانو راموس
- فابيو ريبييرو فاسكونسيلوس
- جوان باتيستا سيلفا
- سيفيرينو سيلفا
- ساندرو سواريس

#### البطولة
| البرازيل | 3 - 0 | كوريا الجنوبية |
| -------- | ----- | -------------- |
|          |       |                |

| إسبانيا | 1 - 0 | البرازيل |
| ------- | ----- | -------- |
|         |       |          |

| البرازيل | 0 – 0 | الأرجنتين |
| -------- | ----- | --------- |
|          |       |           |

| بريطانيا العظمى | 0 - 5 | البرازيل |
| --------------- | ----- | -------- |
|                 |       |          |

| البرازيل | 1 - 1 | الصين |
| -------- | ----- | ----- |
|          |       |       |

مباراة الميدالية الذهبية
| الصين | 1 - 2 | البرازيل |
| ----- | ----- | -------- |
|       |       |          |

### كرة القدم 7 لاعبين
لم يحقق فريق كرة القدم البرازيلي المكون من 7 لاعبين أي ميداليات، حيث هزمه إيران في مباراة الميدالية البرونزية.

#### اللاعبين
- فابيانو بروتزي
- أدريانو كوستا
- إيرينيو فيريرا
- ماركوس فيريرا
- خوسيه غيمارايش
- لياندرو مارينيو
- جيلبيرتو مورايش
- واندرسون أوليفيرا
- أنطونيو روتشا
- لوتشيانو روتشا
- جان رودريغز
- ماركوس سيلفا

#### البطولة
| البرازيل | 1 - 0 | هولندا |
| -------- | ----- | ------ |
|          |       |        |

| الصين | 0 - 8 | البرازيل |
| ----- | ----- | -------- |
|       |       |          |

| البرازيل | 0 - 3 | روسيا |
| -------- | ----- | ----- |
|          |       |       |

نصف النهائي
| أوكرانيا | 6 - 0 | البرازيل |
| -------- | ----- | -------- |
|          |       |          |

مباراة الميدالية البرونزية
| البرازيل | 0 - 4 | إيران |
| -------- | ----- | ----- |
|          |       |       |

### كرة الهدف

#### بطولة الرجال
لم يحصل فريق الرجال على أي ميداليات، حيث احتل المركز الحادي عشر من بين 12 فريقًا.
اللاعبين
- ألكساندر سيلينتي
- تياجو هنريك فيرمينيو دا كوستا
- ليجي فريري
- باولو هوم
- روماريو ماركيز
- لويس سيلفا فيلهو

النتائج
| السويد | 8 - 6 | البرازيل |
| ------ | ----- | -------- |
|        |       |          |

| البرازيل | 5 - 8 | إيران |
| -------- | ----- | ----- |
|          |       |       |

| الولايات المتحدة | 6 - 4 | البرازيل |
| ---------------- | ----- | -------- |
|                  |       |          |

| البرازيل | 4 - 14 | الصين |
| -------- | ------ | ----- |
|          |        |       |

| كندا | 3 - 6 | البرازيل |
| ---- | ----- | -------- |
|      |       |          |

التصنيف 11/12
| البرازيل | 7 - 3 | إسبانيا |
| -------- | ----- | ------- |
|          |       |         |

#### بطولة السيدات
لم يحصل فريق السيدات على أي ميداليات، حيث احتل المركز السادس من بين 8 فرق.
اللاعبات
- أدريانا بونيفاسيو لينو
- آنا كارولينا دودارتي روس كوستوديو
- كلاوديا باولا غونسالفيس دي أموريم أوليفيرا
- سيمون روتشا
- نويزيمار سانتوس
- لوانا سيلفا

النتائج
| البرازيل | 3 - 5 | الصين |
| -------- | ----- | ----- |
|          |       |       |

| كندا | 5 - 6 | البرازيل |
| ---- | ----- | -------- |
|      |       |          |

| البرازيل | 3 - 1 | ألمانيا |
| -------- | ----- | ------- |
|          |       |         |

| الولايات المتحدة | 2 - 2 | البرازيل |
| ---------------- | ----- | -------- |
|                  |       |          |

| البرازيل | 4 - 5 | السويد |
| -------- | ----- | ------ |
|          |       |        |

| اليابان | 3 - 1 | البرازيل |
| ------- | ----- | -------- |
|         |       |          |

| البرازيل | 0–0 | الدنمارك |
| -------- | --- | -------- |
|          |     |          |

### الجودو

#### الرجال
| اللاعب                | الحدث       | الجولة الأولى                   | ربع النهائي                            | نصف النهائي                       | جولة إعادة المنافسة الأولى             | جولة إعادة المنافسة الثانية | النهائي/ مباراة الميدالية البرونزية |
| اللاعب                | الحدث       | الخصم النتيجة                   | الخصم النتيجة                          | الخصم النتيجة                     | الخصم النتيجة                          | الخصم النتيجة               | الخصم النتيجة                       |
| --------------------- | ----------- | ------------------------------- | -------------------------------------- | --------------------------------- | -------------------------------------- | --------------------------- | ----------------------------------- |
| إدواردو أمارال        | وزن 66 كجم  | أليشوف (أذربيجان) · خ 0000-0001 | لم يتأهل                               | لم يتأهل                          | لم يتأهل                               | لم يتأهل                    | لم يتأهل                            |
| هيلدر أراوجو          | وزن 60 كجم  | لي ش (الصين) · خ 0001-0101      | —                                      | —                                 | كويلتر (بريطانيا العظمى) · خ 0000-1010 | لم يتأهل                    | لم يتأهل                            |
| أنطونيو تينوريو سيلفا | وزن 100 كجم | ندري (إيران) · ف 1001-0000      | بورتر (الولايات المتحدة) · ف 1001–0000 | ليفيتسكي (أوكرانيا) · ف 1011-0000 | —                                      | —                           | سرداروف (أذربيجان) · ف 1101-0000    |

#### السيدات
| اللاعبة       | الحدث       | الجولة الأولى                      | ربع النهائي                       | نصف النهائي                     | جولة إعادة المنافسة الأولى      | جولة إعادة المنافسة الثانية     | النهائي/ مباراة الميدالية البرونزية |
| اللاعبة       | الحدث       | الخصم النتيجة                      | الخصم النتيجة                     | الخصم النتيجة                   | الخصم النتيجة                   | الخصم النتيجة                   | الخصم النتيجة                       |
| ------------- | ----------- | ---------------------------------- | --------------------------------- | ------------------------------- | ------------------------------- | ------------------------------- | ----------------------------------- |
| ميشيل فيريرا  | وزن 52 كجم  | تسوشيا (اليابان) · ف 1010-0000     | —                                 | تسوي (الصين) · خ 0001-0010      | —                               | —                               | س هيرنانديز (إسبانيا) · ف 1000-0000 |
| كارلا كاردوسو | وزن 48 كجم  | —                                  | هالينسكا (أوكرانيا) · ف 0200–0000 | م غونزاليس (كوبا) · ف 0002-0001 | —                               | —                               | قو هـ (الصين) · خ 0000-1010         |
| دانيلي سيلفا  | وزن 57 كجم  | ميرينسيانو (إسبانيا) · خ 0042-0101 | —                                 | —                               | —                               | بوزماكوفا (روسيا) · ف 1000-0000 | كاركار (الجزائر) · ف 0100-0000      |
| ديان سيلفا    | وزن +70 كجم | دي بينيس (إسبانيا) · ف 1000-0010   | —                                 | كوماتسو (اليابان) · ف 1011-0000 | —                               | —                               | يوان ي (الصين) · خ 0000-1010        |
| لوسيا تيكسيرا | وزن 63 كجم  | أرس (إسبانيا) · خ 0001-1001        | —                                 | —                               | كيساندييه (فرنسا) · خ 0100-1001 | لم تتأهل                        | لم تتأهل                            |

### رياضة القوة

#### الرجال
| الرياضي         | الحدث    | النتيجة | الترتيب |
| --------------- | -------- | ------- | ------- |
| جوان إوزيبيو    | 82.5 كجم | 170.0   | 9       |
| ألكساندر ويتاكر | 67.5 كجم | 172.5   | 10      |

#### السيدات
| الرياضية        | الحدث    | النتيجة | الترتيب |
| --------------- | -------- | ------- | ------- |
| جوسيليني فيريرا | 67.5 كجم | 100.0   | 5       |
| ماريا أوليفيرا  | 44 كجم   | 82.5    | 5       |

### التجديف
| الرياضي                                                                | الحدث                                                                | التصفيات | التصفيات | إعادة المنافسة | إعادة المنافسة | النهائي | النهائي |
| الرياضي                                                                | الحدث                                                                | الزمن    | الترتيب  | الزمن          | الترتيب        | الزمن   | الترتيب |
| ---------------------------------------------------------------------- | -------------------------------------------------------------------- | -------- | -------- | -------------- | -------------- | ------- | ------- |
| أنتوني بونفيم                                                          | التجديف في الألعاب البارالمبية الصيفية 2008 – التجديف الفردي للرجال  | 5:55.07  | 10 ت     | 6:21.27        | 9 فب           | 5:52.23 | 3       |
| كلوديا سانتوس                                                          | التجديف في الألعاب البارالمبية الصيفية 2008 - التجديف الفردي للسيدات | 6:14.76  | 10 ت     | 6:57.12        | 4 فا           | 6:54.76 | 6       |
| جوزيان ليما إلتون سانتانا                                              | التجديف في الألعاب البارالمبية الصيفية 2008 - التجديف الزوجي المختلط | 4:18.45  | 2 فا     | —              | —              | 4:28.36 | الثالث  |
| سيلفا نيلتون ألونكو أندريه دوترا نورما مورا لوسيانو بيريس ريجيان سيلفا | التجديف في الألعاب البارالمبية الصيفية 2008 - الرباعي المختلط بقيادة | 3:40.41  | 5 ت      | 3:49.76        | 4 فب           | 3:50.37 | 1       |

### الرماية

#### الرجال
| الرياضي        | الحدث                                                                                  | التأهيل | التأهيل | النهائي  | النهائي  | النهائي  |
| الرياضي        | الحدث                                                                                  | النقاط  | الترتيب | النقاط   | المجموع  | الترتيب  |
| -------------- | -------------------------------------------------------------------------------------- | ------- | ------- | -------- | -------- | -------- |
| كارلوس جارليتي | الرماية في الألعاب البارالمبية الصيفية 2008 - بندقية الرجال 50 متر ثلاث أوضاع SH1      | 1116    | 17      | لم يتأهل | لم يتأهل | لم يتأهل |
| كارلوس جارليتي | الرماية في الألعاب البارالمبية الصيفية 2008 – بندقية مختلطة 50 متر وضعية الاستلقاء SH1 | 573     | 34      | لم يتأهل | لم يتأهل | لم يتأهل |

### السباحة

#### الرجال
| الرياضي                                                              | التصنيف            | الحدث                 | التصفيات           | التصفيات          | النهائي              | النهائي  |
| الرياضي                                                              | التصنيف            | الحدث                 | النتيجة            | الترتيب           | النتيجة              | الترتيب  |
| -------------------------------------------------------------------- | ------------------ | --------------------- | ------------------ | ----------------- | -------------------- | -------- |
| جينزي أندرادي                                                        | S3                 | 50 متر ظهر            | 59.04              | 6 تأهل            | 59.25                | 7        |
| جينزي أندرادي                                                        | S3                 | 100 متر حرة           | 2:07.59            | 7 تأهل            | 2:06.02              | 6        |
| جينزي أندرادي                                                        | S3                 | 200 متر حرة           | —                  | —                 | 4:15.50              | 5        |
| فرانسيسكو أفيلينو                                                    | S5                 | 50 متر ظهر            | 47.29              | 8 تأهل            | 47.28                | 8        |
| فرانسيسكو أفيلينو                                                    | SB4                | 100 متر صدر           | 2:04.01            | 12                | لم يتأهل             | لم يتأهل |
| مويسيس باتيستا                                                       | SB3                | 50 متر صدر            | 1:03.24            | 8 تأهل            | 1:01.87              | 8        |
| مويسيس باتيستا                                                       | SM4                | 150 متر متنوع فردي    | 3:08.13            | 9                 | لم يتأهل             | لم يتأهل |
| أندريه برازيل                                                        | S10                | 100 متر ظهر           | 1:04.44            | 5 تأهل            | 1:03.63              | 4        |
| أندريه برازيل                                                        | S10                | 100 متر فراشة         | 59.13 رقم بارالمبي | 1 تأهل            | 56.47 رقم عالمي      | الأول    |
| أندريه برازيل                                                        | S10                | 50 متر حرة            | 24.55              | 1 تأهل            | 23.61 رقم عالمي      | الأول    |
| أندريه برازيل                                                        | S10                | 100 متر حرة           | 54.27              | 1 تأهل            | 51.38 رقم عالمي      | الأول    |
| أندريه برازيل                                                        | S10                | 400 متر حرة           | 4:23.48            | 4 تأهل            | 4:05.84 رقم بارالمبي | الأول    |
| أندريه برازيل                                                        | SM10               | 200 متر متنوع فردي    | 2:20.40            | 6 تأهل            | 2:14.20              | الثاني   |
| 50 متر فراشة                                                         | 38.79              | 3 تأهل                | 36.25              | الثاني            |                      |          |
| 50 متر حرة                                                           | 34.95              | 5 تأهل                | 33.56              | الثاني            |                      |          |
| 100 متر حرة                                                          | 1:14.14            | 1 تأهل                | 1:11.05            | الأول             |                      |          |
| 200 متر حرة                                                          | —                  | —                     | 2:32.32 رقم عالمي  | الأول             |                      |          |
| SB4                                                                  | 100 متر صدر        | 1:41.74               | 2 تأهل             | 1:40.39           | الثاني               |          |
| SM5                                                                  | 200 متر متنوع فردي | 2:59.04 رقم بارالمبي  | 1 تأهل             | 2:52.60 رقم عالمي | الأول                |          |
| كارلوس فارنبيرغ                                                      | S13                | 50 متر حرة            | 25.01              | 4 تأهل            | 24.62                | 4        |
| كارلوس فارنبيرغ                                                      | S13                | 100 متر حرة           | 54.97              | 3 تأهل            | 54.70                | 5        |
| كارلوس فارنبيرغ                                                      | S13                | 400 متر حرة           | 4:29.45            | 3 تأهل            | 4:27.16              | 5        |
| كارلوس فارنبيرغ                                                      | SM13               | 200 متر متنوع فردي    | 2:34.19            | 14                | لم يتأهل             | لم يتأهل |
| غابرييل فايتن                                                        | S2                 | 50 متر ظهر            | 1:12.27            | 4 تأهل            | 1:15.77              | 8        |
| غابرييل فايتن                                                        | S2                 | 50 متر حرة            | 1:17.85            | 8 تأهل            | 1:15.14              | 7        |
| غابرييل فايتن                                                        | S2                 | 100 متر حرة           | 2:35.83            | 6 تأهل            | 2:33.72              | 5        |
| غابرييل فايتن                                                        | S2                 | 200 متر حرة           | 5:19.41            | 4 تأهل            | 5:38.42              | 8        |
| أدريانو ليما                                                         | S6                 | 50 متر حرة            | 32.98              | 8 تأهل            | 32.85                | 8        |
| أدريانو ليما                                                         | S6                 | 100 متر حرة           | 1:10.90            | 4 تأهل            | 1:10.91              | 5        |
| أدريانو ليما                                                         | S6                 | 400 متر حرة           | 5:27.10            | 4 تأهل            | 5:22.90              | 4        |
| أدريانو ليما                                                         | SB5                | 100 متر صدر           | 1:47.10            | 9                 | لم يتأهل             | لم يتأهل |
| أدريانو بيريرا                                                       | S2                 | 50 متر ظهر            | 1:13.50            | 6 تأهل            | 1:13.69              | 5        |
| أدريانو بيريرا                                                       | S2                 | 50 متر حرة            | 1:14.74            | 7 تأهل            | 1:15.41              | 8        |
| أدريانو بيريرا                                                       | S2                 | 100 متر حرة           | 2:36.14            | 7 تأهل            | 2:32.45              | 4        |
| أدريانو بيريرا                                                       | S2                 | 200 متر حرة           | 5:21.11            | 5 تأهل            | 5:21.35              | 5        |
| رودريغو ريبييرو                                                      | SB11               | 100 متر صدر           | 1:28.02            | 12                | لم يتأهل             | لم يتأهل |
| فيليبي رودريغيس                                                      | S10                | 50 متر حرة            | 24.77              | 2 تأهل            | 24.64                | الثاني   |
| فيليبي رودريغيس                                                      | S10                | 100 متر حرة           | 55.07              | 4 تأهل            | 54.22                | الثاني   |
| فيليبي رودريغيس                                                      | S10                | 400 متر حرة           | 4:29.36            | 10                | لم يتأهل             | لم يتأهل |
| دانييلسون سانتوس                                                     | S6                 | 50 متر حرة            | 37.13              | 15                | لم يتأهل             | لم يتأهل |
| دانييلسون سانتوس                                                     | SB6                | 100 متر صدر           | 1:36.05            | 6 تأهل            | 1:36.51              | 7        |
| جون سيو                                                              | S4                 | 50 متر ظهر            | 56.70              | 11                | لم يتأهل             | لم يتأهل |
| جون سيو                                                              | S4                 | 200 متر حرة           | 3:59.65            | 10                | لم يتأهل             | لم يتأهل |
| كلودوالدو سيلفا                                                      | S5                 | 50 متر ظهر            | 48.16              | 11                | لم يتأهل             | لم يتأهل |
| كلودوالدو سيلفا                                                      | S5                 | 50 متر فراشة          | 44.75              | 7 تأهل            | 45.74                | 8        |
| كلودوالدو سيلفا                                                      | S5                 | 50 متر حرة            | 34.86              | 3 تأهل            | 35.22                | 7        |
| كلودوالدو سيلفا                                                      | S5                 | 100 متر حرة           | 1:18.81            | 5 تأهل            | 1:21.14              | 6        |
| كلودوالدو سيلفا                                                      | S5                 | 200 متر حرة           | —                  | —                 | 2:50.89              | 5        |
| لويس سيلفا                                                           | S6                 | 50 متر فراشة          | 36.24              | 8 تأهل            | 37.90                | 8        |
| لويس سيلفا                                                           | S6                 | 50 متر حرة            | 35.67              | 14                | لم يتأهل             | لم يتأهل |
| غليدسون سواريس                                                       | S8                 | 100 متر ظهر           | 1:19.13            | 14                | لم يتأهل             | لم يتأهل |
| غليدسون سواريس                                                       | SB6                | 100 متر صدر           | 1:41.27            | 9                 | لم يتأهل             | لم يتأهل |
| غليدسون سواريس                                                       | SM7                | 200 متر فردي متنوع    | 3:08.72            | 12                | لم يتأهل             | لم يتأهل |
| إيفانيلدو فاسكونسيلوس                                                | SB4                | 100 متر صدر           | 1:49.38            | 6 تأهل            | 1:47.86              | 6        |
| إيفانيلدو فاسكونسيلوس                                                | SM5                | 200 متر فردي متنوع    | 3:42.56            | 6 تأهل            | 3:30.58              | 6        |
| دانيال دياز أدريانو ليما جون سيو كلودوالدو سيلفا                     | غير متاح           | تتابع 4×50 متر حرة    | —                  | —                 | 2:30.17              | الثالث   |
| أندريه برازيل ماورو برازيل دانيال دياز فيليبي رودريغيز               | غير متاح           | تتابع 4×100 متر حرة   | —                  | —                 | 3:55.78              | 4        |
| فرانسيسكو أفيلينو أدريانو ليما كلودوالدو سيلفا إيفانيلدو فاسكونسيلوس | غير متاح           | تتابع 4×50 متر متنوع  | 2:54.05            | 2 تأهل            | 2:39.31              | الثاني   |
| أندريه برازيل مارسيلو كوليه دانيال دياز فيليبي رودريغيز              | غير متاح           | تتابع 4×100 متر متنوع | 4:41.04            | 8 تأهل            | 4:40.01              | 8        |

#### السيدات
| الرياضي          | الفئة | الحدث              | التصفيات | التصفيات | النهائي  | النهائي  |
| الرياضي          | الفئة | الحدث              | النتيجة  | الترتيب  | النتيجة  | الترتيب  |
| ---------------- | ----- | ------------------ | -------- | -------- | -------- | -------- |
| فيرونيكا ألميدا  | S7    | 50 متر فراشة       | 40.19    | 5 تأهل   | 38.49    | الثالث   |
| ريلديني فيرمينُو  | SM4   | 150 متر رباعي فردي | —        | —        | 4:05.00  | 6        |
| إدينيا غارسيا    | S4    | 50 متر حرة         | —        | —        | 53.28    | الثالث   |
| إدينيا غارسيا    | S4    | 100 متر حرة        | 1:59.11  | 4 تأهل   | 1:58.02  | 4        |
| فاليريا ليرا     | S8    | 100 متر فراشة      | 1:32.58  | 11       | لم تتأهل | لم تتأهل |
| فاليريا ليرا     | S8    | 400 متر حرة        | 5:46.96  | 8 تأهل   | 5:48.87  | 8        |
| فابيانا سوجيموري | S11   | 50 متر حرة         | 32.90    | 3 تأهل   | 32.45    | الثالث   |
| فابيانا سوجيموري | S11   | 100 متر حرة        | 1:15.24  | 8 تأهل   | 1:13.40  | 6        |

### كرة الطاولة

#### الرجال
| الرياضي                | الحدث            | التصفيات                          | التصفيات                          | التصفيات                  | التصفيات | الدور الأول                       | ربع النهائي           | نصف النهائي            | النهائي / BM            | النهائي / BM |
| الرياضي                | الحدث            | المنافس النتيجة                   | المنافس النتيجة                   | المنافس النتيجة           | الترتيب  | المنافس النتيجة                   | المنافس النتيجة       | المنافس النتيجة        | المنافس النتيجة         | الترتيب      |
| ---------------------- | ---------------- | --------------------------------- | --------------------------------- | ------------------------- | -------- | --------------------------------- | --------------------- | ---------------------- | ----------------------- | ------------ |
| ألكسندر أنك            | فردي للرجال C4-5 | بولدين (السويد) · خ 0-3           | لين و هـ (تايبيه الصينية) · خ 0-3 | —                         | 3        | لم يتأهل                          | لم يتأهل              | لم يتأهل               | لم يتأهل                | لم يتأهل     |
| إيرانيلدو إسبيندولا    | فردي للرجال C2   | بوري (فرنسا) · ف 3–1              | رويب (النمسا) · خ 1-3             | فيلا (إيطاليا) · ف 3-2    | 2        | لم يتأهل                          | لم يتأهل              | لم يتأهل               | لم يتأهل                | لم يتأهل     |
| إيفانيلدو بيسوا فريتاس | فردي للرجال C4-5 | قوه ش (الصين) · خ 0-3             | ستيفانو (جمهورية التشيك) · خ 1-3  | —                         | 3        | لم يتأهل                          | لم يتأهل              | لم يتأهل               | لم يتأهل                | لم يتأهل     |
| ويلدر كناف             | فردي للرجال C3   | فينغ ب (الصين) · خ 0-3            | دولمان (النمسا) · خ 1-3           | —                         | 3        | لم يتأهل                          | لم يتأهل              | لم يتأهل               | لم يتأهل                | لم يتأهل     |
| هيمرسون كوفالسكي       | فردي للرجال C2   | ل هانسن (الدنمارك) · خ 0-3        | ريفوتشي (سلوفاكيا) · خ 0-3        | فيلسمير (ألمانيا) · خ 0-3 | 4        | لم يتأهل                          | لم يتأهل              | لم يتأهل               | لم يتأهل                | لم يتأهل     |
| كارلو فرانكو ميشيل     | فردي للرجال C6   | ويذرل (بريطانيا العظمى) · خ 0-3   | شميدت (ألمانيا) · خ 0-3           | كوالسكي (بولندا) · خ 1-3  | 4        | لم يتأهل                          | لم يتأهل              | لم يتأهل               | لم يتأهل                | لم يتأهل     |
| كلوديميرو سيغاتو       | فردي للرجال C4-5 | تشوي ك س (كوريا الجنوبية) · خ 0-3 | كريزانك (كرواتيا) · ف 3-0         | —                         | 2        | لم يتأهل                          | لم يتأهل              | لم يتأهل               | لم يتأهل                | لم يتأهل     |
| لويس ألغاسير سيلفا     | فردي للرجال C3   | أونغر (النمسا) · ف 3-0            | رووسون (بريطانيا العظمى) · خ 1-3  | —                         | 1 تأهل   | روبنسون (بريطانيا العظمى) · ف 3-0 | ميرين (فرنسا) · ف 3-0 | فينغ ب (الصين) · خ 0-3 | بيناس (إسبانيا) · خ 0-3 | 4            |

#### السيدات
| الرياضية           | الحدث           | التصفيات                | التصفيات                 | التصفيات                      | التصفيات | نصف النهائي      | النهائي / BM     | النهائي / BM |
| الرياضية           | الحدث           | المنافسة النتيجة        | المنافسة النتيجة         | المنافسة النتيجة              | الترتيب  | المنافسة النتيجة | المنافسة النتيجة | الترتيب      |
| ------------------ | --------------- | ----------------------- | ------------------------ | ----------------------------- | -------- | ---------------- | ---------------- | ------------ |
| كارولينا مالدونادو | فردي للسيدات C9 | لي ل (الصين) · خ 0-3    | كافاس (تركيا) · خ 0-3    | بيلفيتش (سلوفينيا) · ف 3-1    | 3        | لم تتأهل         | لم تتأهل         | لم تتأهل     |
| ماريا لويزا باسوس  | فردي للسيدات C5 | رن ج (الصين) · خ 0–3    | لوندباك (السويد) · خ 0–3 | تساي (تايبيه الصينية) · خ 0–3 | 4        | لم تتأهل         | لم تتأهل         | لم تتأهل     |
| جين كارلا رودريغز  | فردي للسيدات C8 | تشانغ ش (الصين) · خ 0-3 | ماري (فرنسا) · خ 0-3     | بنغتسون (السويد) · خ 0-3      | 4        | لم تتأهل         | لم تتأهل         | لم تتأهل     |

#### الفرق
| الرياضي                                               | الحدث           | دور الـ16                    | ربع النهائي          | نصف النهائي         | النهائي / BM        | النهائي / BM |
| الرياضي                                               | الحدث           | المنافس النتيجة              | المنافس النتيجة      | المنافس النتيجة     | المنافس النتيجة     | الترتيب      |
| ----------------------------------------------------- | --------------- | ---------------------------- | -------------------- | ------------------- | ------------------- | ------------ |
| إيرانيلدو إسبيندولا هيميرسون كوفالسكي                 | فرق رجال C1-2   | —                            | النمسا (AUT) · خ 1-3 | لم يتأهل            | لم يتأهل            | لم يتأهل     |
| ويلدر كناف لويس ألغاسير سيلفا                         | فرق رجال C3     | —                            | النمسا (AUT) · ف 3-0 | الصين (CHN) · ف 3-2 | فرنسا (FRA) · خ 1-3 | الثاني       |
| ألكسندر أنك إيفانيلدو بيسوا فريتاس كلوديويميرو سيغاتّو | فرق رجال C4-5   | تايبيه الصينية (TPE) · خ 1-3 | لم يتأهل             | لم يتأهل            | لم يتأهل            | لم يتأهل     |
| كارولينا مالدونادو جين كارلا رودريغز                  | فرق سيدات C6-10 | —                            | فرنسا (FRA) · خ 0-3  | لم تتأهل            | لم تتأهل            | لم تتأهل     |

### الكرة الطائرة
لم يحصل فريق الكرة الطائرة للرجال على أي ميداليات، حيث احتل المركز السادس من بين 8 فرق.

#### اللاعبين
- ويلينغتون أنونسياو
- صامويل أرانتيس
- جيوفاني فريتاس
- غيلهيرمي غوميش
- ريناتو ليتشي
- رودريغو ميلو
- ويسكلي أوليفيرا
- دييغو ريبوكاس
- دييفيسون سانتوس
- كلاوديو سيلفا
- دانييل سيلفا
- جيلبرتو سيلفا

#### البطولة
| 7 سبتمبر 2008 19:30 | البرازيل (BRA)       | 0–3 | مصر (EGY) | ستاد جامعة الزراعة الصينية Attendance: 1،000 الحكام: أنطون بروبست (ألمانيا) |
| 7 سبتمبر 2008 19:30 | (8–25, 14–25, 17–25) |     |           | ستاد جامعة الزراعة الصينية Attendance: 1،000 الحكام: أنطون بروبست (ألمانيا) |

| 8 سبتمبر 2008 15:30 | إيران (IRI)         | 3–0 | البرازيل (BRA) | ستاد جامعة الزراعة الصينية Attendance: 1،000 الحكام: فيكتور فيلدشتاين (أوكرانيا) |
| 8 سبتمبر 2008 15:30 | (25–9, 25–11, 25–8) |     |                | ستاد جامعة الزراعة الصينية Attendance: 1،000 الحكام: فيكتور فيلدشتاين (أوكرانيا) |

| 9 سبتمبر 2008 19:30 | البرازيل (BRA)        | 3-0 | اليابان (JPN) | ستاد جامعة الزراعة الصينية Attendance: 1،000 الحكام: آن كيو آي (الصين) |
| 9 سبتمبر 2008 19:30 | (25–20, 25–17, 25–10) |     |               | ستاد جامعة الزراعة الصينية Attendance: 1،000 الحكام: آن كيو آي (الصين) |

نصف نهائي التصنيف الخامس إلى الثامن
| {{{date}}} | العراق (IRQ)                 | 1–3 | البرازيل (BRA) | ستاد جامعة الزراعة الصينية |
| {{{date}}} | (13–25, 25–20, 16–25, 18–25) |     |                | ستاد جامعة الزراعة الصينية |

التصنيف الخامس/السادس
| {{{date}}} | البرازيل (BRA)               | 1–3 | الصين (CHN) | ستاد جامعة الزراعة الصينية |
| {{{date}}} | (18–25, 25–23, 18–25, 19–25) |     |             | ستاد جامعة الزراعة الصينية |

### كرة السلة على الكراسي المتحركة

#### بطولة الرجال
لم يحصل فريق الرجال على أي ميداليات، حيث احتل المركز التاسع من بين 12 فريقًا.
اللاعبين
- سيرجيو ألكسندر
- إيفرالدو ليما
- لياندرو ميراندا
- إيريو نونيس
- نيلتون بيسوا
- هيريبرتو روشا
- دوغلاس سيلفا
- إيريك سيلفا
- خوسيه ماركوس سيلفا
- خوسيه ريكاردو سيلفا
- جيلسون سيلفا جونيور
- فرانسيسكو سيلفا ساندوفال

النتائج
|  |  |  |  |

|  |  |  |  |

|  |  |  |  |

|  |  |  |  |

|  |  |  |  |

نصف النهائي من التصنيف
|  |  |  |  |

تصنيف المركز التاسع
|  |  |  |  |

#### بطولة السيدات
لم يحصل فريق السيدات على أي ميداليات، بل جاء في المركز العاشر من بين 10 فرق.
اللاعبات
- فيليدي ألميدا
- مونيكا أندرادي سانتوس
- ديبورا كوستا
- أندريا كريستينا فارياس
- هيلينا فيراو
- إليزابيث غوميش
- نايلديس مافرا
- جوسيليني مورايش
- أوزينيدي بانتوجا
- كليونيتي ريس
- روزاليا سيلفا راموس
- ليا سواريس مارتينس

النتائج
|  |  |  |  |

|  |  |  |  |

|  |  |  |  |

|  |  |  |  |

التصنيف 9-10
|  |  |  |  |

### كرة مضرب الكراسي المتحركة

#### الرجال
| الرياضي                     | الفئة  | الحدث       | الدور 64                                  | الدور 32                                                                  | الدور 16        | ربع النهائي     | نصف النهائي     | النهائي         |
| الرياضي                     | الفئة  | الحدث       | المنافس النتيجة                           | المنافس النتيجة                                                           | المنافس النتيجة | المنافس النتيجة | المنافس النتيجة | المنافس النتيجة |
| --------------------------- | ------ | ----------- | ----------------------------------------- | ------------------------------------------------------------------------- | --------------- | --------------- | --------------- | --------------- |
| ماوريسيو بومي               | مفتوحة | فردي للرجال | لي هينسون (الولايات المتحدة) · خ 1–6، 3–6 | لم يتأهل                                                                  | لم يتأهل        | لم يتأهل        | لم يتأهل        | لم يتأهل        |
| كارلوس سانتوس               | مفتوحة | فردي للرجال | توماس موسيير (النمسا) · ف 7–6، 7–5        | ساتوشي سايدا (اليابان) · خ 0–6، 1–6                                       | لم يتأهل        | لم يتأهل        | لم يتأهل        | لم يتأهل        |
| ماوريسيو بومي كارلوس سانتوس | مفتوحة | زوجي الرجال | قالب:غير متاح                             | يوشينوبو فوجيموتو (اليابان) / · توشيو إيكنويا (اليابان) · خ 2–6، 7–5، 1–6 | لم يتأهل        | لم يتأهل        | لم يتأهل        | لم يتأهل        |

## وصلات خارجية
- الموقع الرسمي لدورة الألعاب البارالمبية بكين 2008
- اللجنة البارالمبية الدولية